# Gare de Brasa
La gare de Brasa (en letton : Brasa (stacija)) est une gare ferroviaire de la ligne de Zemitāni à Skulte. Elle est située sur le territoire de la division administrative Banlieue de Vidzeme à Riga en Lettonie.